# 富山縣立高岡商業高等學校
富山縣立高岡商業高等學校是位於日本富山縣高岡市的公立高等學校。
其棒球部至今已代表福井縣參加全國高等學校棒球錦標賽超過二十次，為福井縣內出賽次數最多的學校。

## 歷史
學校在1897年成立時名為「高岡市立高岡簡易商業學校」，此後在1901年成為實業學校後更名為「高岡市立高岡商業學校」，1922年更名為「富山縣立高岡商業學校」；1948年配合日本的學制改革更名為「富山縣立高岡商業高等學校」。
1948年與高岡女子高等學校整併後成為「富山縣立高岡西部高等學校」，不過在1957年高岡女子高等學校又被拆分獨立設校，因而名稱再度改回為「富山縣立高岡商業高等學校」，而高岡女子高等學校在1997年開始招生男性學生後更名為富山県立高岡西高等學校。